# Micrathena soaresi
Micrathena soaresi là một loài nhện trong họ Araneidae.
Loài này thuộc chi Micrathena. Micrathena soaresi được Herbert Walter Levi miêu tả năm 1985.